# Oratorio del Santissimo Sacramento (San Secondo Parmense)
L'oratorio del Santissimo Sacramento è un luogo di culto cattolico sconsacrato dalle forme barocche situato in via Roma a San Secondo Parmense, in provincia e diocesi di Parma; è adibito a magazzino, pur mantenendo il seicentesco aspetto esteriore.

## Storia
La confraternita del Santissimo Sacramento era stata fondata già nel 1519 dal marchese Troilo I de' Rossi, tuttavia i confratelli non ebbero un luogo di culto dedicato sino a che, nel 1606, non si procedette all'erezione di un oratorio lungo il borgo grande (l'attuale via Roma) in posizione di angolo con la via che porta alla piazzetta ove nel XIX secolo aveva sede il municipio (l'attuale piazza Filippo Corridoni).
Originariamente l'oratorio fu intitolato alla resurrezione di Gesù Cristo e, in seguito, all'ascensione di Gesù, nella qual festa si era soliti esporre il Santissimo Sacramento nelle ore del giorno dall'alba all'imbrunire.
Già nel 1628 si erano resi necessari degli interventi di restauro, mentre nel 1640 venne commissionato un quadro raffigurante la resurrezione di Gesù al pittore Ettore Francesco Del Miglio. Il quadro posto dentro ad un ovale, venne posizionato sopra all'unico altare dell'oratorio. La necessità di costruire una sagrestia annessa spinse la confraternita del Santissimo Sacramento ad acquistare da quella del Rosario un piccolo cortile nel 1654.
Nel 1658 la confraternita decise nuovamente di cambiare l'intitolazione dell'oratorio: venne infatti dedicato alla Beata Vergine del soccorso. Di conseguenza, il 10 luglio dello stesso anno fu commissionato un quadro dipinto ad olio raffigurante Maria al centro e ai lati san Biagio vescovo e santa Apollonia vergine e furono fissati i giorni delle celebrazioni: 14 luglio, 3 e 9 febbraio.
Finalmente, nel 1674, fu consentito alla confraternita di poter esporre ai piedi dell'altare dell'oratorio una statua del Cristo morto per la venerazione dei fedeli. Nel giorno di Venerdì santo si procedeva ad una funzione con processione dall'oratorio stesso. Tale consuetudine si mantenne sino alla metà del XIX secolo quando la funzione venne spostata nella vicina collegiata.
Nel XVIII secolo venne costruita la nicchia nell'abside e vennero restaurato internamente con l'aggiunta di un cornicione e di alcune lesene.
Nel 1916 l'edificio, sconsacrato, venne ridotto a magazzino.

## Descrizione
L'oratorio, di piccole dimensioni, possiede una pianta quadrata con un singolo accesso sul borgo grande. La facciata presenta nella parte sommitale un ampio cornicione sostenuto da due paraste agli angoli dell'edificio, il motivo del cornicione viene ripreso e continua nella sagrestia costruita in un secondo tempo. Internamente, vi era un semplice altare posto davanti alla nicchia absidale.
L'edificio era sormontato da una piccola struttura che fungeva da torre campanaria ove era alloggiata una singola campana.
Dell'oratorio si conserva l'intera struttura esterna ed interna senza arredi. La canonica annessa, ristrutturata è adibita ad uso civile.  L'oratorio viene talvolta aperto in caso di manifestazioni storiche come ad esempio il Palio delle Contrade di San Secondo Parmense.